# Estado del Ecuador
El Estado del Ecuador fue un estado independiente en América del Sur, compuesto por la unión de los departamentos de Ecuador, Guayaquil y Azuay; inicialmente no fue reconocido por sus países vecinos (Nueva Granada y Perú), ni por la corona española, y que existió entre el 13 de marzo de 1830 y el 8 de agosto  de 1835, cuando se convocó a una asamblea constitucional en la cual se proclamó como República del Ecuador.
Aunque el gobierno ecuatoriano reclamaba jurisdicción sobre todo el territorio amazónico de Distrito del Sur de la Gran Colombia; el Estado del Ecuador nunca llegó a controlar la totalidad de los antiguos territorios de la Real Audiencia de Quito (Tumbes, Jaén y Maynas).

## Antecedentes

### Creación del Estado del Ecuador

Escudo de la Gran Colombia.

La ayuda prestada a las tropas independentistas de la Provincia Libre de Guayaquil por parte del ejército de Simón Bolívar dio como resultado la retirada hacia la sierra norte de las fuerzas realistas. El último enfrentamiento por la independencia del actual Ecuador se realizó en la batalla del Pichincha el 24 de mayo de 1822. Tras la victoria de los guayaquileños y bolivarianos, se esperaba la incorporación de Quito y Cuenca a la república guayaquileña, sin embargo, estas dos decidieron anexarse al proyecto bolivariano de la Gran Colombia mediante la firma de un acta  el 29 de mayo.
Guayaquil permaneció autónoma por breve tiempo, debido a los intereses colombianos y peruanos sobre su territorio. Bolívar, adelantándose a José de San Martín, invadió la ciudad con un ejército de alrededor de 1500 tropas y tomó el control político y militar de la provincia. Bolívar y San Martín se reunieron en Guayaquil el 26 de julio para discutir entre otras cosas ratificar la anexión de Guayaquil a Colombia, y la colaboración en conjunto para finalizar y asegurar la independencia en América del Sur. Finalmente Guayaquil se integra a la Gran Colombia el 31 de julio.
La ciudad de Quito y sus alrededores conformaron el Departamento de Ecuador; mientras que la ciudad de Cuenca y su provincia integraron al Departamento de Azuay; por último la ciudad de Guayaquil y sus territorios constituyeron el Departamento de Guayaquil. Los tres departamentos formaban el Distrito del Sur de la nación grancolombiana.

### Disolución de la Gran Colombia
Desde 1822, los antiguos territorios de la Real Audiencia de Quito conformaron la Gran Colombia, junto con el antiguo Virreinato de Nueva Granada (Distrito Central) y la Capitanía General de Venezuela (Distrito del Norte). Sin embargo, la política centralista de la joven nación afectó de forma general a los departamentos del sur y del norte.
Varios movimientos autonomistas y separatistas se produjeron durante la existencia de la república colombiana. El 30 de abril de 1826 estalló el movimiento denominado La Cosiata o revolución de los Morrocoyes por el general José Antonio Páez con la intención de separar a Venezuela de la Gran Colombia. El 16 de abril de 1827 el departamento de Guayaquil también expresó su deseo separatista iniciando una rebelión ideada por José Joaquín de Olmedo y Vicente Rocafuerte. Al final ambos movimientos fueron aplacados y la autoridad colombiana volvió a regir sobre esos territorios.
El 6 de enero de 1830 el Distrito del Norte se separó oficialmente de la República de Colombia, creándose así el Estado de Venezuela. De igual manera, el 12 de mayo del mismo año, el procurador general Ramón Miño dirigió un oficio al prefecto y comandante general Juan José Flores en la cual dejaba constancia la separación del Distrito del Sur. Flores aprobó la convocatoria a una asamblea popular al día siguiente en los salones de la Universidad Santo Tomás en Quito, en la cual se redacta el acta de creación del Estado del Ecuador y confiere el rango de mandatario provisional al general Flores.

## Historia
Una vez consolidada la independencia, el general Juan José Flores recibió de Simón Bolívar la designación de intendente del Distrito del Sur de Colombia. No obstante, las ambiciones de grupos con intereses locales, liderados por el doctor Ramón Miño y el general José María Sáenz, en conjunto con el común de los patricios quiteños, persuadieron a Flores para propiciar la secesión del Distrito del Sur.
El 13 de mayo de 1830, el Departamento del Ecuador se separa de la República de Colombia y se autodenomina provisionalmente Estado del Sur de Colombia, al que poco después se le unen los Departamentos de Guayaquil y de Azuay. El 23 de septiembre se crea la primera Constitución política del “Estado del Ecuador en la República de Colombia”. En su título primero, sección primera, artículo  segundo, establece que “El Estado del Ecuador se une y confedera con los demás estados de Colombia, para formar una sola Nación con el nombre de República de Colombia”. No obstante, las Constituciones de los Estados de Nueva Granada y Venezuela no compartían tal visión y se constituían como naciones independientes deslindadas totalmente de su pasado como parte de Colombia y menos aún consideraban una eventual confederación con el nuevo Estado del Ecuador. 
El Estado de la Nueva Granada no reconoció sino hasta dos años después la soberanía del Estado ecuatoriano y aquello como una “medida compensatoria” luego de que tras ganarle la guerra y posesión del Departamento del Cauca, suscribiera con el Ecuador el Tratado de Pasto el 8 de diciembre de 1832. El nacimiento del Ecuador como un estado confederado de Colombia sirvió a Flores para que reiteradamente le mencione a Bolívar, poco antes de su muerte, que el Ecuador fue la patria más fiel  al Libertador y sus ideales.
Esta primera Constitución estableció que el escudo de armas del Estado sería el mismo que el de la República de Colombia con las únicas diferencias que estaría sobre un fondo celeste, presentaría un sol sobre las fasces y llevaría la inscripción EL ECUADOR EN COLOMBIA (expresión abreviada de: El Estado del Ecuador en la República de Colombia). Cabe reiterar que, para ese entonces, la República de  Colombia tal como fue concebida en un inicio, sólo existía en los anhelos de los pocos que mantenían vivos los ideales bolivarianos. 
El Estado del Ecuador nació débil en medio de la inestabilidad y la desarticulación. Su fundación no significó el establecimiento inmediato de un Estado Nacional, esto sería una tarea que tardaría en consolidarse algunas décadas. Los pocos ingresos fiscales se gastaban en la alta burocracia, el ejército y el clero, lo cual provocó un estado de pobreza general que se vio agravado por la falta de circulante de buena ley y el aumento indiscriminado de la falsificación de moneda. Una vez consolidada la independencia, el general Juan José Flores recibió de Simón Bolívar la designación de intendente del Distrito del Sur de Colombia. No obstante, las ambiciones de grupos con intereses locales, liderados por el doctor Ramón Miño y el general José María Sáenz, en conjunto con el común de los patricios quiteños, persuadieron a Flores para propiciar la secesión del Distrito del Sur.

## Organización del Estado
El estado ecuatoriano en su primer años de existencia, realizó una asamblea constitucional tras de la cual, proclamaron división de los 3 poderes del estado: Ejecutivo, Legislativo y Judicial. El presidente de la república asumía el papel jefe del estado y del gobierno; ejerciendo el papel de nombrar a varios funcionarios en los distintos poderes. 

### Poder ejecutivo
El presidente de la república se encontraba a cargo del ejecutivo, teniendo la capacidad de nombrar a los ministros de estado, así como también a los gobernadores de las provincias y a los prefectos de los departamentos. Los ministros llegaron a ser tres; siendo estos de interior y exterior, de guerra, y de hacienda; formandose inicialmente un solo ministerio y el cargo de jefe de Estado Mayor General.
En adición existió el Consejo de Gobierno formado por el vicepresidente y los ministros, a los se incluía un ministro de la Corte de Justicia, un eclesiástico; y de tres personajes nombrados por el Congreso. Este organismo servía para la regular el poder presidencial en su papel de nombrar tanto miembros del poder judicial y despedir a funcionarios públicos.

### Poder legislativo
Siendo originalmente un organismo unicameral; luego, con la llegada al poder en 1835 de Vicente Rocafuerte, el Congreso se volvió bicameral, siendo integrado por el Senado y la Cámara de Representantes.

### Poder judicial
Encabezado a partir de 1835 por una Corte Suprema de Justicia, que permanecerá bajo ese nombre hasta el 2008, sus miembros serían nombrados de las ternas del jefe de Estado, acordadas con el consejo de gobierno, que pasarían al legislativo donde la voz final la tendría el senado, siendo sobre este organismo que recayó la función de sancionar a sus miembros. Debajo de la corte suprema se encontraban primero los tribunales de apelación.

## Reconocimiento internacional

### Perú
El 12 de julio de 1832 en una reunión de cancilleres en la ciudad de Lima, capital de la República del Perú, el canciller peruano José María Pando, y el enviado extraordinario y ministro plenipotenciario del Ecuador en Lima, Diego Noboa, suscribieron el Tratado de Amistad y Alianza entre la República del Perú y el Estado del Ecuador, fue el primer acuerdo bilateral entre ambos países. Inmediatamente después, ambos diplomáticos suscribieron un Tratado de Comercio entre la República del Perú y el Estado del Ecuador. De esta forma Ecuador fue reconocido como estado independiente por su vecino país del sur.

### Nueva Granada
El 8 de diciembre de 1832 se firmó un acuerdo firmado en la ciudad de Pasto entre los plenipotenciarios de la Nueva Granada, José María Obando y Joaquín Posada Gutiérrez, y del Ecuador, Pedro José de Arteta. Con el tratado de Pastos ambos países se reconocieron mutuamente como naciones soberanas.

### La corona española
El rey de España no reconocería el estado ecuatoriano, sino hasta el 4 de diciembre de 1936, cuando Ecuador ya era una república.